# Melanie Klöti
Melanie Klöti (* 1997) ist eine Schweizer Unihockeyspielerin, die beim Nationalliga-A-Verein Floorball Riders Dürnten-Bubikon-Rüti unter Vertrag steht.

## Karriere
Klöti debütierte 2013 für die erste Mannschaft der Floorball Riders. Nach sechs Spielen setzte sie ihre Karriere in der U21-Mannschaft des UHC Dietlikon fort, bevor sie nach Dürnten zurückkehrte.